# Маргеріта Баньї
Маргарита Баньї (італ. Margherita Bagni; *21 лютого 1902, Турин — †2 липня 1960, Рим) — італійська актриса.

## Біографія
Дочка акторів, Баньї в дуже молодому почала свою сценічну кар'єру. Після того, як вийшла заміж за Ренцо Річчі, в 1925 році вона сформувала з ним творчий дует Річчі-Баньї. Вперше дебютувала у кіно в 15 років, в стрічці «Gli spettri» (1918), але її реальна кінокар'єра почалася в середині 1930-х років. Переважно грала твердохарактерних персонажів. Також мала великий успіх в телепроєктах. Її дочка — Нора теж була актрисою і дружиною відомого кіноактора комедійного жанру Вітторіо Гассмана.

## Фільмографія
- Gli spettri (1918)
- Trenta secondi d'amore (1936)
- I due sergenti (1936)
- L'albero di Adamo (1936)
- Il dottor Antonio (1937)
- Jeanne Doré (1938)
- Io, suo padre (1938)
- Melodie eterne (1940)
- La cena delle beffe (1941)
- L'ultimo ballo (1941)
- I Promessi sposi (1941)
- La regina di Navarra (1942)
- Margherita fra i tre (1942)
- Il nostro prossimo (1943)
- Natale al campo 119 (1947)
- Una lettera all'alba (1948)
- Abbiamo vinto! (1950)
- Operazione mitra (1951)
- Quattro rose rosse (1951)
- Я вибрав кохання / Ho scelto l'amore (1952)
- Ti ho sempre amato! (1953)
- Le infedeli (1953)
- Donne proibite (1953)
- Se vincessi cento milioni (1953)
- Il barcaiuolo di Amalfi (1954)
- Tempi nostri (1954)
- Lacrime di sposa (1954)
- Le diciottenni (1955)
- Il conte Aquila (1955)
- Peccato che sia una canaglia (1955)
- 1956 : Щастя бути жінкою / (Fortuna di essere donna) — Мірелла Фонтанізі
- I ragazzi dei Parioli (1959)
- Prepotenti più di prima (1959)